# Club Social y Deportivo del Valle
El Club Social y Deportivo del Valle es un equipo de fútbol profesional de Portoviejo, Provincia de Manabí, Ecuador. Fue fundado el 12 de marzo de 1949, en el aniversario de la fundación de la ciudad. Es el club de fútbol más antiguo en existencia en Manabí. Actualmente juega en la Segunda Categoría de Ecuador, aunque en la actualidad debido a problemas institucionales no ha participado desde el año 2024 en este campeonato.
En 1981, Deportivo del Valle llegó a participar en la Serie B de la Segunda División Ecuatoriana, tras haber campeonado la Segunda Categoría en 1980. No ha vuelto a ascender desde entonces.
Está afiliado a la Asociación de Fútbol No Amateur de Manabí.
Fue goleado, en 2015, por el Colón FC con el polémico resultado de 31 a 0, la mayor goleada del fútbol profesional, igualando la cifra que Australia le dio a Samoa Americana en 2001, con el mismo 31 a 0.

## Palmarés

### Torneos nacionales
| Competición                      | Títulos | Subcampeonatos |
| -------------------------------- | ------- | -------------- |
| Segunda Categoría de Ecuador (1) | 1980.   |                |

### Torneos provinciales
| Competición                     | Títulos                 | Subcampeonatos |
| ------------------------------- | ----------------------- | -------------- |
| Segunda Categoría de Manabí (4) | 1980, 1983, 1985, 1995. |                |